# Металургійний комбінат у Ньюкаслі

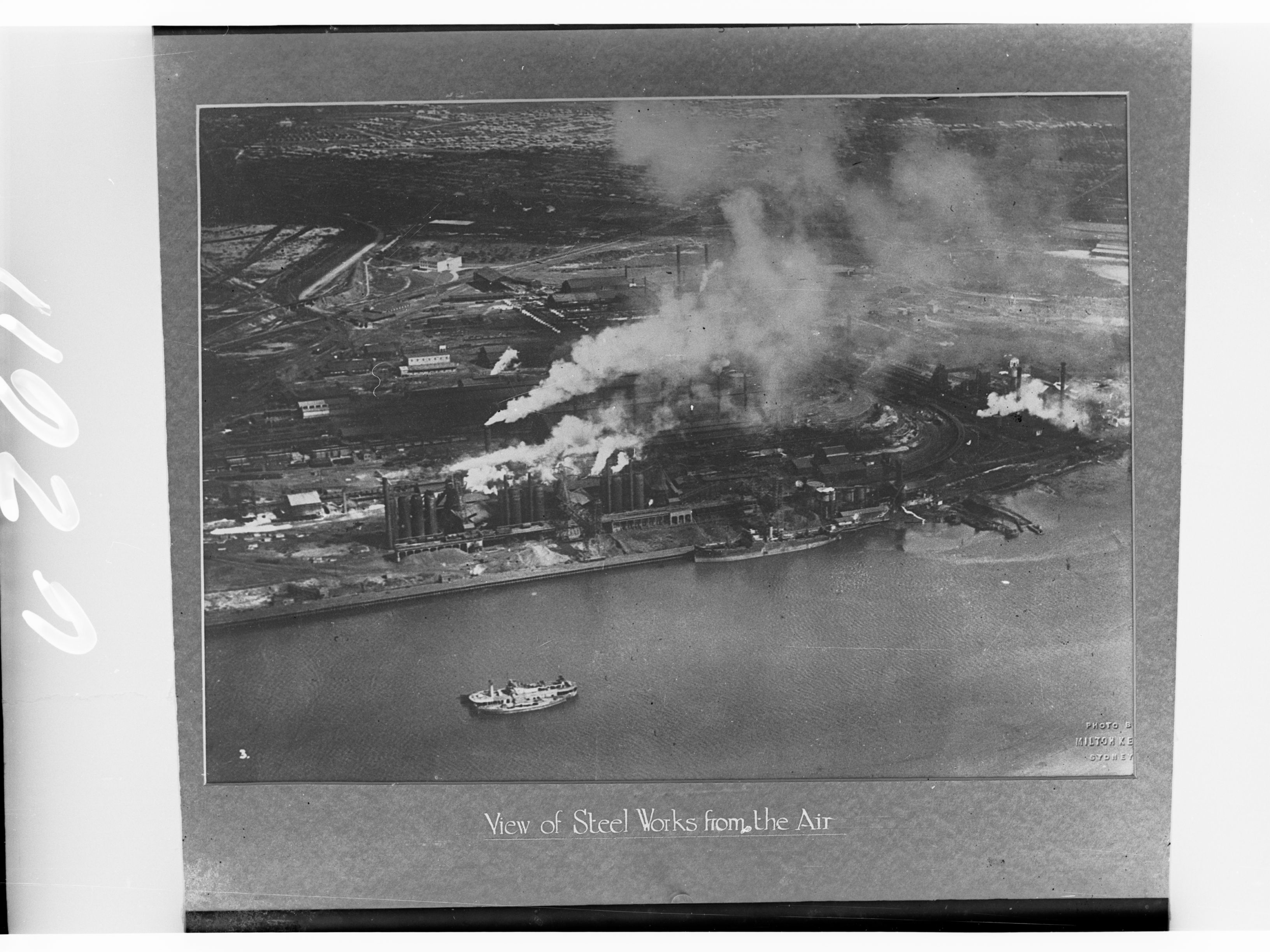
Загальний вигляд комбінату в 1935 році

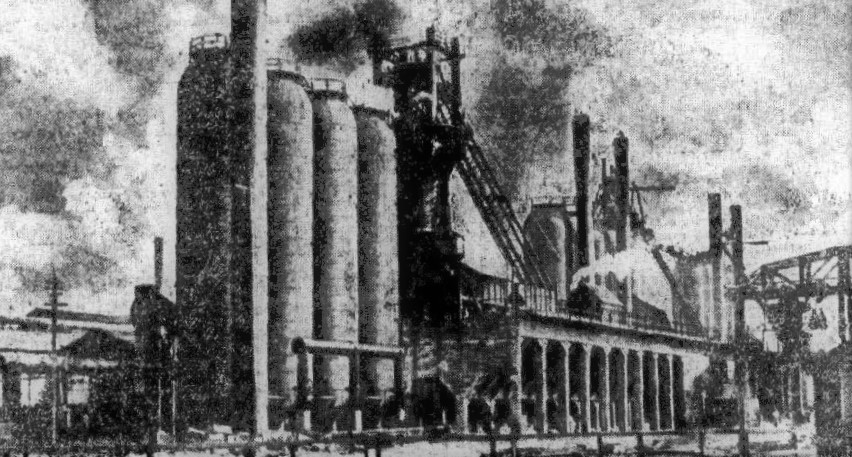
Три доменні печі комбінату, 1923 рік

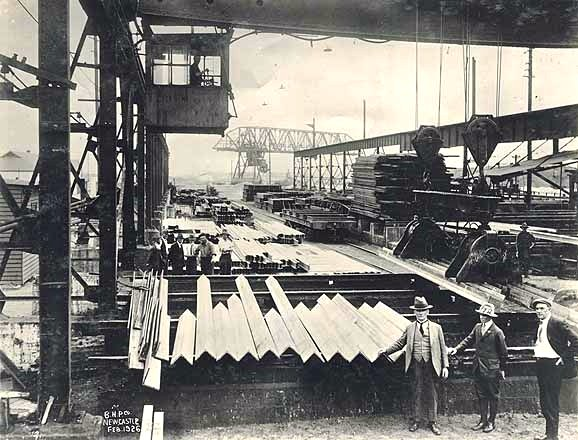
1926 рік, перший кутник 8"x8" випущений прокатним станом комібнату

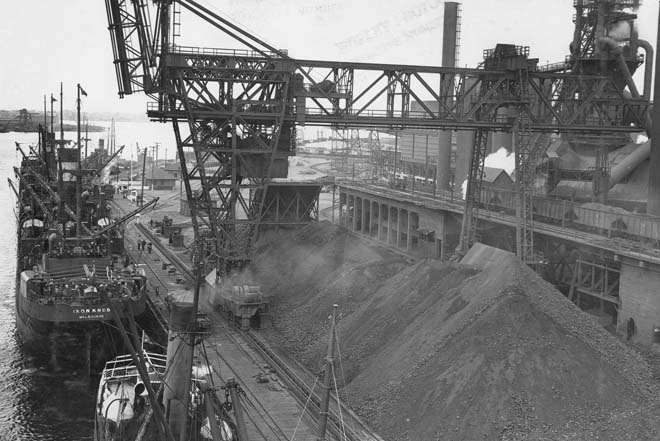
Причал для залізної руди

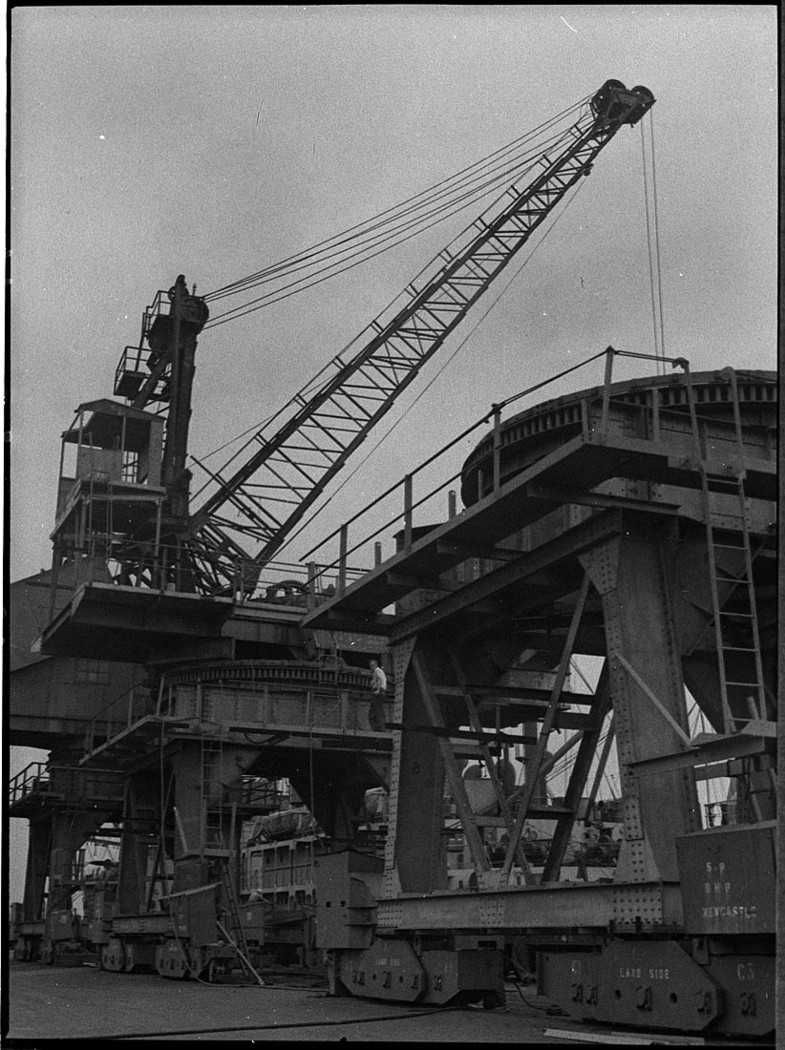
Нове обладнання комібнату, фотографія періоду 1925 - 1927 років

Металургійний комбінат у Ньюкаслі – колишній виробничий майданчик на сході Австралії.
Підприємство почало роботу в 1915 році та за первісним проектом отримало 350-тонну доменну піч, три мартенівські печі, блюмінг, рейко- та сортопрокатний стани, а також власне коксохімічне виробництво. Первісно частину продукції складали товарні блюми, втім, вже у 1917-му комбінат отримав три додаткові сортопрокатні стани. Залізну руду доправляли з копальні Айрон-Кноб (поблизу Ваялли у штаті Південна Австралія), а вапняк постачала тасманійська копальня Мелроуз. В той же час, вугілля мало місцеве походження (можливо відзначити, що наразі порт Ньюкасла є найбільшим в світі за вивозом вугілля). Необхідну для облицювання мартенів магнезіальну сировину забезпечували копальні Фіфілд та Аттунга. Також відомо про постачання доломітів з копальні Маунт-Ноулз. 
Невдовзі після запуску узялись за нарощування потужностей майданчика і в 1918-му стала до ладу друга доменна піч, на цей раз 450-тонна. У 1921-му запустили доменну піч №3. Повідомлення від власника комбінату компанії BHP про фактичні виробничі показники за 4 тижні серпня – вересня 1921-го вказує, що за цей період майданчик випустив 32,5 тисячі тонн чавуну (з яких 8,5 тисяч тонн припадало на нову доменну піч №3), 23 тисячі тонн мартенівської сталі, 22 тисячі тонн блюмів та 26,5 тисяч тонн прокату (з яких понад 10 тисяч тонн припадали на рейки), крім того, коксохімічний напрямок видав 23 тисячі тонн коксу, 1,2 тисячі м3 кам'яновугільної смоли та 381 тонну сульфату амонію (останній використовувався як добриво).
Світова економічна криза 1929 – 1933 років мала сильний вплив на підприємство. В 1932-му комбінату у Ньюкаслі випустив лише 195 тисяч тонн продукції, що складало менше половини показника 1930 року, при цьому в роботі перебувала лише доменна піч №3 (модернізована у 1929-му зі збільшенням продуктивності на 15%).
Втім, комбінат пережив кризу і вже у 1934-му провів модернізацію доменної печі №1 зі збільшенням продуктивності на 40%, а у 1935-му в Ньюкаслі випустили 553 тисячі тонн продукції. Основне обладнання підприємства тепер складалось з трьох доменних та десяти мартенівських печей і семи прокатних станів. 
Станом на 1939 рік потужність комбінату досягнула 1 млн тонн на рік, що робило його найбільшим металургійним комбінатом Британської імперії, при цьому після запуску в 1936 – 1938 роках ще кількох мартенів їх кількість зросла до тринадцяти. 
Під час Другої світової війни завод організував виплавку карбіду вольфраму та магнію. Останній отримували шляхом нагрівання суміші оксиду магнію з карбідом кальцію, який спершу отримували з тасманійського заводу в Електроні, а потім почали продукувати самостійно. Всього за час війни випустили 1170 тонн магнію, з яких біля 80% пішло на виробництво сплавів (передусім були потрібні авіації), а інші на різноманітні піротехнічні засоби. 
У 1940-му ввели в дію дві феросплавні печі, а в 1944-му запустили першу агломераційну машину та ще одну мартенівську піч. Також з 1942-го стали можливими поставки вапняку з нової копальні у Рапід-Бей (штат Північна Австралія). Втім, в 1944/1945 фінансовому році через нестачу вугілля та використання сировини низької якості рівень виробництва впав до 822 тисяч тонн. 
У 1946-му на тлі післявоєнної кризи виробничий показник зменшився ще більше – до 700 тисяч тонн, втім станом на середину 1950-х завод повернувся до рівня у 1 млн тонн.
В 1958-му на місці восьми демонтованих мартенівських печей почалось будівництво киснево-конвертерного цеху з конвертером ємністю 200 тонн та річною продуктивністю 1,6 млн тонн. Він став до ладу в 1962-му, а у 1965-му вивели з експлуатації останню з чотирнадцяти мартенівських печей основного виробництва. Збільшення потужності сталеплавильного переділу також призвело до запуску доменної печі №4.

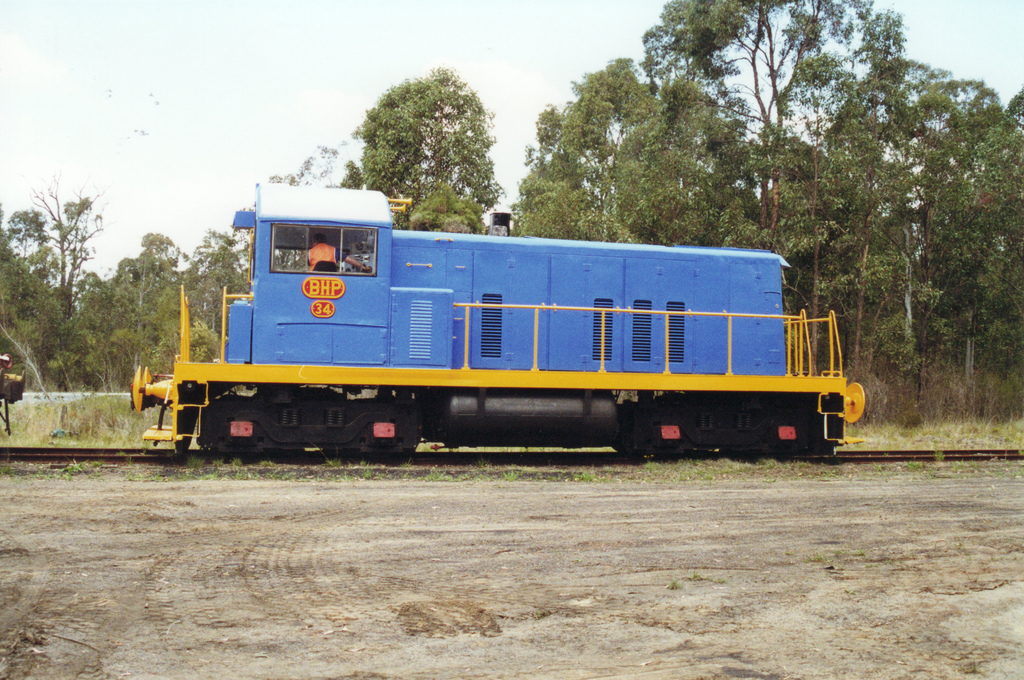
Локомотив комбінату у залізничному музеї

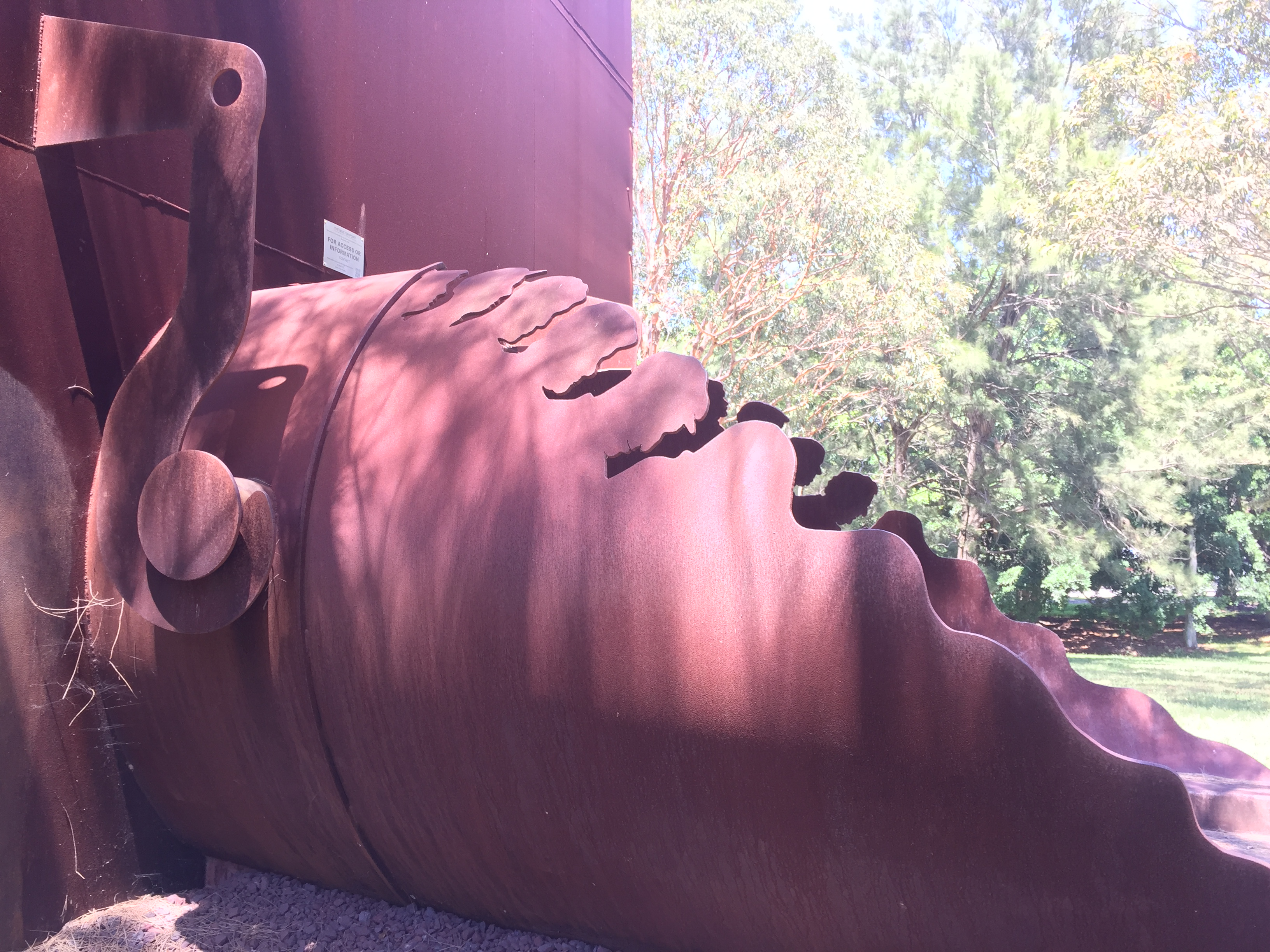
Елемент меморіалу на вшанування значення комбінату для міста Ньюкасл, 1999 рік

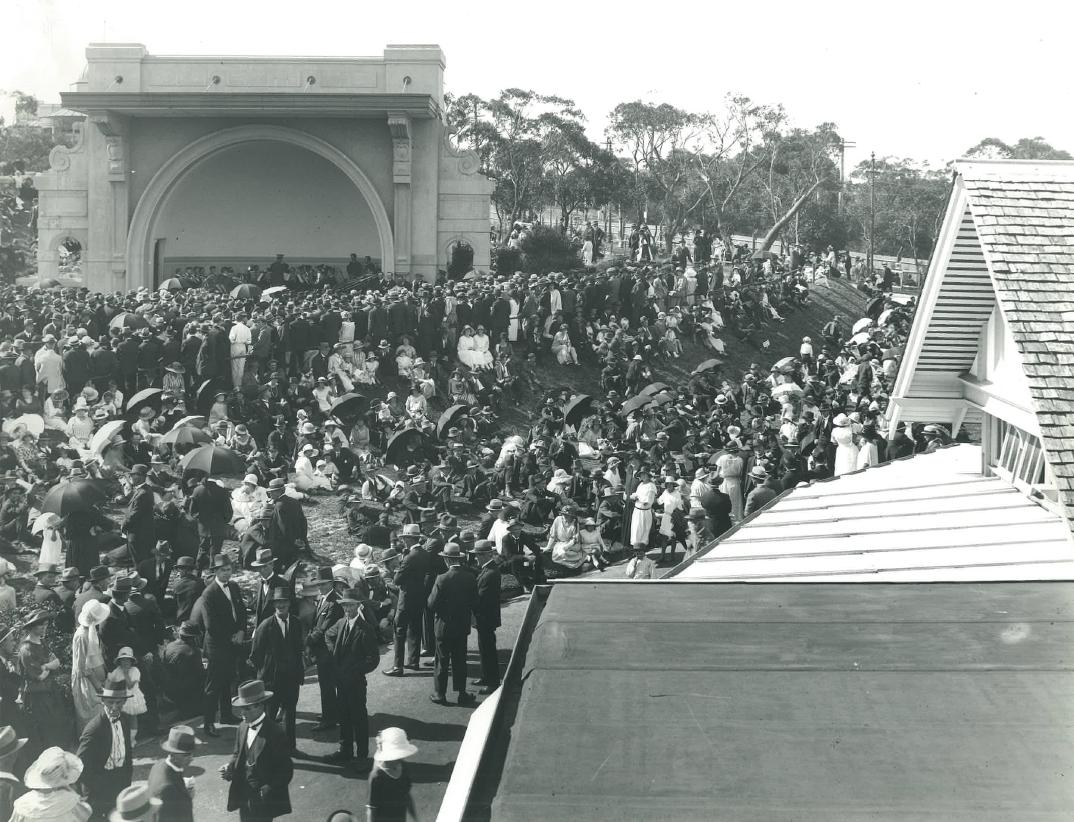
Виступ музичного гурту комбінату, 1923 рік

В 1967-му майданчик запустив 50-тонний кисневий конвертер, що працював у зв’язці з машиною  безперервного виливу сортової заготовки (billets). Щомісячно вони випускали біля 20 тисяч тонн заготовки, яка йшла на проволочний стан. Втім, вже у 1975-му цю машину вивели з експлуатації.
Окрім основної продукції майданчик продукував феромарганець та феросиліцій, проте в 1974-му цей напрямок закрили (зі зібльшенням потужностей заводу BHP у Белл-Бей на Тасманії). Також діяло виробництво спеціальних сталей, яке тривалий час використовувало мартенівську технологію (за рахунок чого загальна кількість мартенів комбінату досягала сімнадцяти). В 1970-му в цеху спецсталей зупинили останній мартен, після чого перейшли на роботу з двома індукційними 25-тонними печами.
Запущений ще в 1915 році блюмінг пройшов за свою історію численні модернізації, проте в 1983-му був все-таки зупинений. На заміну йому ще в 1973-му почали споруджувати блюмінг №2, який досягнув будівельної готовності ще в 1975-му, проте далі через низький попит перебував у консервації до 1979-го. Проектна потужність блюмінгу №2 з огляду на плани модернізації майданчику становила 3 млн тонн на рік. 
Втім, в цей період розвиток комбінату вже стрівся з суттєвими проблемами (свідченням чого, зокрема, був тільки-що згаданий простій нового блюмінгу). Доданий в 1976-му 60-тонний кисневий конвертер з 1979-го працював на випуск спецсталей, проте вже у 1982-му був зупинений. Того ж року вивели з експлуатації доменну піч №1, а в 1985-му закрили домну №2. Що стосується вжитих заходів з модернізації, то вони включали початок використання в 1983-му природного газу (незадовго до того почав надходить до регіону по трубопроводу Сідней – Ньюкасл) та запуск у 1987-му машини безперервного виливу, що продукувала блюми.
В 1983-му комбінат випустив 1,5 млн тонн сталі і залишався на такому ж рівні в 1992-му, коли змогли виробити 0,8 млн тонн будівельної арматури та 0,7 млн тонн прутка (rod).
Втім, економіка малого (за світовими стандартами) комбінату залишалась несприятливою і в 1997-му оголосили про його майбутнє закриття. У 1999-му комбінат припинив діяльність, хоча його прокатне виробництво продовжила використовувати виділена з BHP компанія Onesteel.